# Pavliš
Pavliš (en serbe cyrillique Павлиш ; en hongrois : Temespaulis) est une localité de Serbie située dans la province autonome de Voïvodine. Elle fait partie de la municipalité de Vršac dans le Banat méridional. Au recensement de 2011, elle comptait 2 205 habitants.
Pavliš est officiellement classé parmi les villages de Serbie.

## Histoire
La localité est associée au souvenir du partisan communiste yougoslave Žarko Zrenjanin Uča, qui fut tué en 1942 en tentant d’échapper à l’occupant nazi.

## Démographie

### Évolution historique de la population
| 1948  | 1953  | 1961  | 1971  | 1981  | 1991  | 2002  | 2011  |
| ----- | ----- | ----- | ----- | ----- | ----- | ----- | ----- |
| 2 356 | 2 300 | 2 246 | 2 188 | 2 137 | 1 999 | 2 237 | 2 205 |

|  |